# Kadsijja
Kadsijja (arab. قدسيا) – miasto w Syrii w muhafazie Damaszek. W 2004 roku miasto liczyło 33 571 mieszkańców.